# Langenfeld (Naturschutzgebiet)
Langenfeld ist ein Naturschutzgebiet in Königheim im Main-Tauber-Kreis in Baden-Württemberg.

## Geschichte
Durch Verordnung des Regierungspräsidiums Stuttgart über das Naturschutzgebiet Langenfeld vom 21. April 1978 wurde ein Schutzgebiet mit 36,2 Hektar ausgewiesen. Seit 2019 ist das Naturschutzgebiet ein Teil des größeren Natura-2000-Gebietes Nordwestliches Tauberland und Brehmbach (FFH-Gebiet 6423-341).

## Schutzzweck
„Wesentlicher Schutzzweck ist die Erhaltung der Eigenart der landschaftstypischen Trockenhänge als besonders wertvoller Lebensraum einer artenreichen, Wärme und Trockenheit liebenden Pflanzen- und Tierwelt auf dem sonnenseitigen Hanggelände mit angrenzender Hochfläche“ (LUBW).

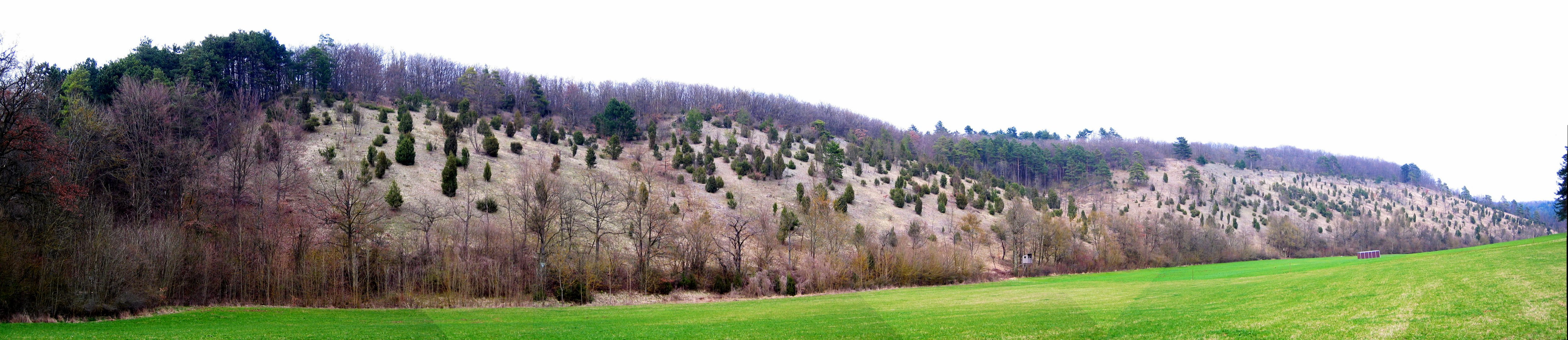
Blick auf den Steilhang des Naturschutzgebietes (2008)
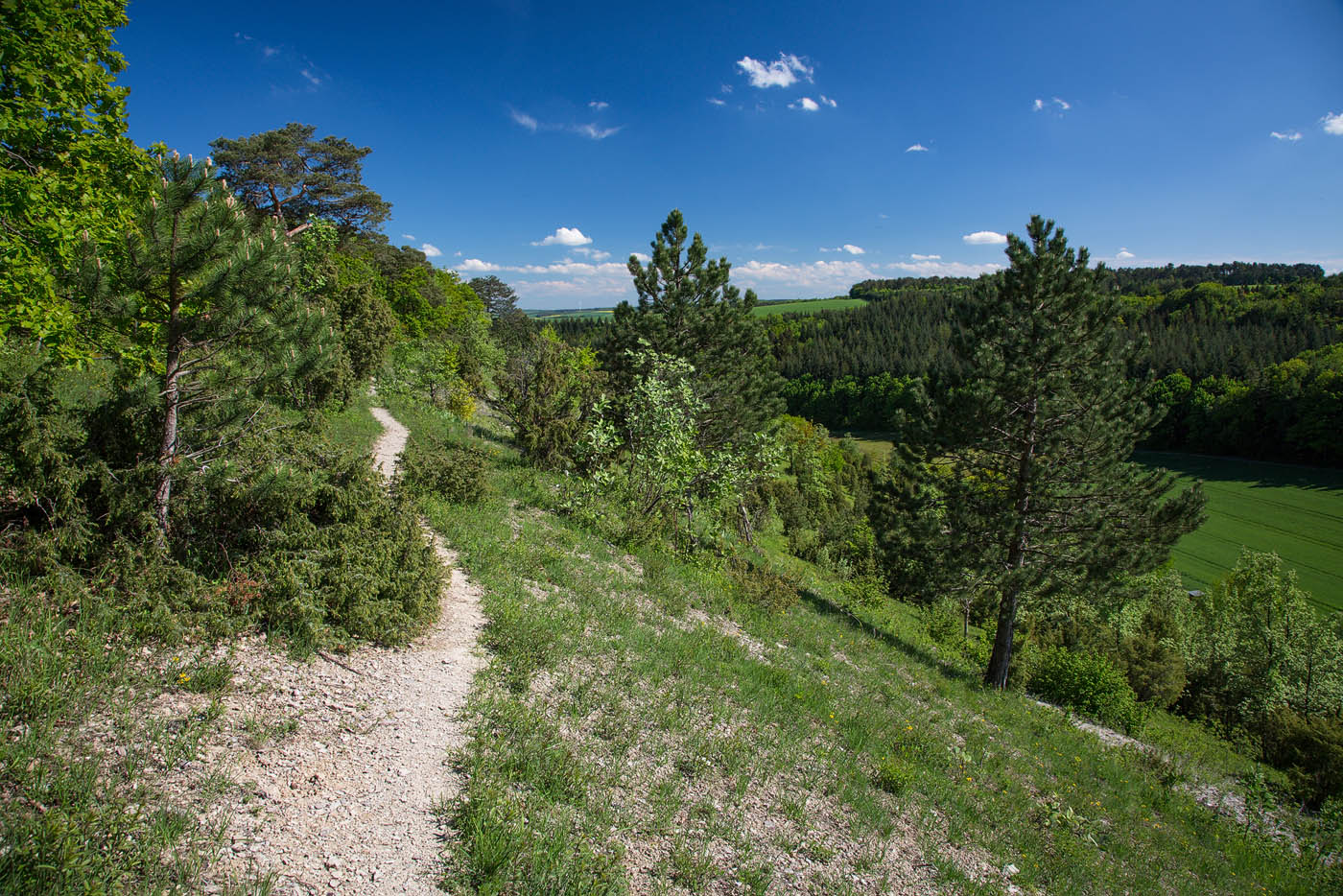
Langenfeld (2013)
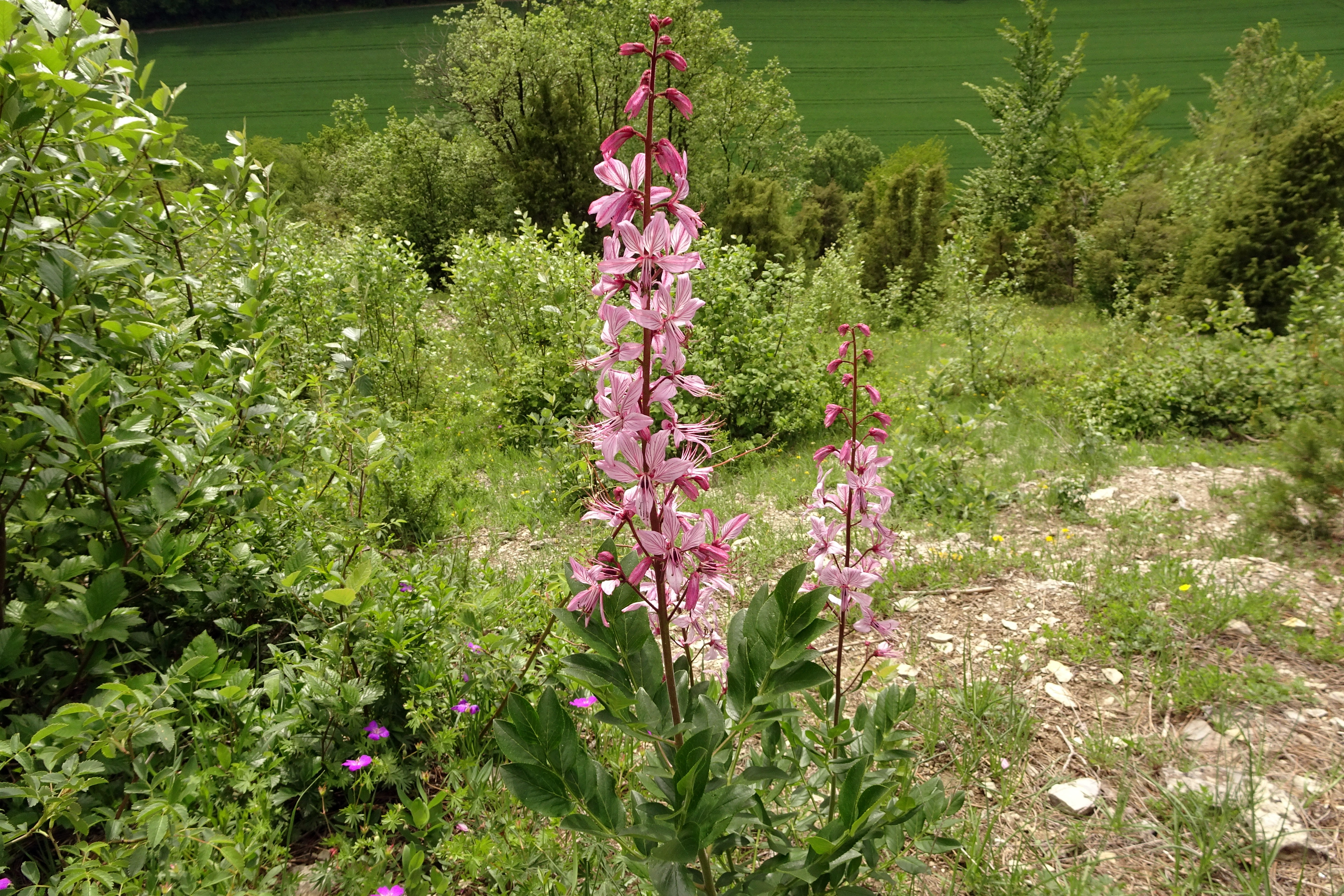
Steiler Trockenrasen mit Diptam (2019)